# Bellevalia sitiaca
Bellevalia sitiaca är en sparrisväxtart som beskrevs av Kypriotakis och Dimitrios B. Tzanoudakis. Bellevalia sitiaca ingår i släktet Bellevalia och familjen sparrisväxter.
Artens utbredningsområde är östra Kreta. Inga underarter finns listade i Catalogue of Life.